# Shāhīn Dezh (kommunhuvudort i Iran)
Shāhīn Dezh (persiska: شاهین دژ) är en kommunhuvudort i Iran.   Den ligger i provinsen Västazarbaijan, i den nordvästra delen av landet, 400 km väster om huvudstaden Teheran. Shāhīn Dezh ligger 1 370 meter över havet och antalet invånare är 41 442.
Terrängen runt Shāhīn Dezh är kuperad åt sydost, men åt nordväst är den platt.Runt Shāhīn Dezh är det ganska glesbefolkat, med 47 invånare per kvadratkilometer. Shāhīn Dezh är det största samhället i trakten. Trakten runt Shāhīn Dezh består i huvudsak av gräsmarker.